# Sandra Regina Machado
Sandra Regina Machado Arantes do Nascimento Felinto (Guarujá, 24 de agosto de 1964 - Santos, 17 de octubre del 2006) fue una política brasileña de Santos, São Paulo.
La concejala llegó a ser ampliamente conocida después de luchar contra una larga batalla legal para el reconocimiento de su paternidad con Edson Arantes do Nascimento, el famoso exfutbolista Pelé, reconocimiento que demoró casi treinta años en suceder. 
Sandra Regina Machado pertenece a la religión Asamblea de Dios (Brasil) y Fraternidad Mundial de las Asambleas de Dios.

## Carrera
Sandra comenzó su vida laboral como cajera, pero la notoriedad del caso y su facilidad de comunicación puso en marcha para su carrera política a corto plazo. Fue elegida concejal en el 2000 y reelegida en el 2004 en la ciudad de Santos por el Partido Social Cristiano (PSC).
Una de sus victorias en la cámara fue que en 2011 se lograra que el examen de ADN fuese gratuito para los pacientes del sistema público, una ley municipal que después se extendió a nivel nacional. Intentó por dos ocasiones ser diputada estatal: en las elecciones del 2002 obtuvo más de 30 000 votos, y en las del 2006 más de 19 000. Sin embargo, no logró alcanzar un número suficiente para obtener una silla en la cámara estatal.

## Batalla contra el "Rey Pelé"

### ADN y reconocimiento
El exfutbolista había mantenido una relación extramatrimonial con Anísia Machado, madre de Sandra, en 1963 y no quiso reconocer a su hija por tener dudas sobre la paternidad y porque sería un escándalo tener un hijo fuera del matrimonio en esa época, hecho que siempre dañó a Sandra Regina, quien afirmaba que sólo quería tener un padre. El proceso comenzó en 1991, pero el reconocimiento en sí mismo se produjo en 1996, después del resultado positivo de la prueba de ADN por lo que añadió "Arantes do Nascimento" a su apellido. Sin embargo, el ídolo apeló trece veces y nunca quiso acercarse a su hija. Nacida como Sandra Regina Machado, al casarse pasó a usar el apellido Felinto, del marido.
En mayo del 2001, un juez del 10.mo Juzgado Civil del Foro de Santos desestimó una solicitud de Sandra para indemnización por daños morales, en la que afirmó que no ha tenido oportunidad de disfrutar del mismo apoyo emocional, psicológico y económico que tuvieron otros hijos legítimos de Pelé.

### Libro
En su historia de vida, Sandra Regina escribió un libro titulado La hija que el Rey no quiso en el relanzamiento de la Editorial Roccia, de São Paulo, en la que relató el sentimiento de rechazo del famoso padre respecto a ella.

## Muerte
La concejala murió de metástasis pulmonar, disfunción orgánica múltiple y cáncer de mama en la UCI de la Beneficência Portuguesa de Santos, donde fue hospitalizada. La enfermedad fue descubierta en mayo del 2005 sobre el seno derecho, que fue retirado, pero pronto se extendió por el seno izquierdo y se extendió a varios órganos, a pesar de la quimioterapia. De acuerdo a los informes médicos, Sandra era resistente al tratamiento por creer en un milagro divino, prefiriendo dejar el tratamiento para después: "los médicos le advirtieron que no podía postergarlo más, pero ella decía que tenía muchas actividades y que por eso tenía que 
dejarlo.
El velorio fue realizado en el salón noble del Ayuntamiento de Santos y el entierro en el Memorial Necrópolis Ecuménica. Pelé no fue al entierro, pero envió flores, en nombre de las empresas Pelé, las cuales fueron devueltas.
Pastora evangélica de la Asamblea de Dios y estudiante de derecho, Sandra estaba casada con el pastor Ozeas Felinto y dejó dos hijos: Octavio y Gabriel. Sandra asistía a la facultad de derecho.